# Tetranchyroderma tentaculatum
Tetranchyroderma tentaculatum är en djurart som tillhör fylumet bukhårsdjur, och som beskrevs av Chandrasekara Rao 1993. Tetranchyroderma tentaculatum ingår i släktet Tetranchyroderma och familjen Thaumastodermatidae. Inga underarter finns listade i Catalogue of Life.